# Rząśnia
Rząśnia è un comune rurale polacco del distretto di Pajęczno, nel voivodato di Łódź.
Ricopre una superficie di 86,37 km² e nel 2004 contava 4 822 abitanti.